# Kamil Vacek
Kamil Vacek (ur. 18 maja 1987 w Uściu nad Orlicą) – czeski piłkarz występujący na pozycji pomocnika w czeskim klubie FK Pardubice.

## Kariera klubowa
Vacek profesjonalną karierę zaczynał w Sigmie Ołomuniec, z której przeniósł się w wieku dziewiętnastu lat do Niemiec, do Arminii Bielefeld. W żadnym z tych dwóch klubów nie miał okazji na zbyt częste występy. Latem 2007 roku trafił do Sparty Praga, w której występował przez 4 lata. W sierpniu 2011 roku przeniósł się za 2 miliony euro do włoskiego Chievo Werona. Dwa lata później powrócił do Sparty. W sezonie 2015/16 był wypożyczony do klubu Piast Gliwice. 30 sierpnia 2017 roku podpisał 3-letni kontrakt z klubem Śląsk Wrocław.

## Kariera reprezentacyjna
W reprezentacji Czech zadebiutował 4 czerwca 2011 roku w towarzyskim meczu przeciwko Peru. Na boisku przebywał przez pełne 90 minut, a spotkanie zakończył z żółtą kartką na koncie. Ostatni raz zagrał 17 listopada 2015 w meczu z Polską przegranym 1-3.
| Mecze i gole w reprezentacji | Mecze i gole w reprezentacji | Mecze i gole w reprezentacji | Mecze i gole w reprezentacji | Mecze i gole w reprezentacji | Mecze i gole w reprezentacji | Mecze i gole w reprezentacji |
| 2011                         | 2011                         | 2011                         | 2011                         | 2011                         | 2011                         | 2011                         |
| ---------------------------- | ---------------------------- | ---------------------------- | ---------------------------- | ---------------------------- | ---------------------------- | ---------------------------- |
| 1.                           | 04.06.2011                   | Matsumoto, Japonia           | Peru                         | 0:0                          | 0                            | towarzyski                   |
| 2.                           | 07.06.2011                   | Jokohama, Japonia            | Japonia                      | 0:0                          | 0                            | towarzyski                   |
| 3.                           | 10.08.2011                   | Oslo, Norwegia               | Norwegia                     | 0:3                          | 0                            | towarzyski                   |
| 4.                           | 03.09.2011                   | Glasgow, Szkocja             | Szkocja                      | 2:2                          | 0                            | El. ME 2012                  |
| 5.                           | 06.09.2011                   | Praga, Czechy                | Ukraina                      | 4:0                          | 0                            | towarzyski                   |
| 6.                           | 07.10.2011                   | Praga, Czechy                | Hiszpania                    | 0:2                          | 0                            | El. ME 2012                  |
| 7.                           | 13.11.2015                   | Ostrawa, Czechy              | Serbia                       | 4:1                          | 0                            | towarzyski                   |
| 8.                           | 17.11.2015                   | Wrocław, Polska              | Polska                       | 1:3                          | 0                            | towarzyski                   |

## Sukcesy
Sparta
- Mistrzostwo Czech: 2010
- Puchar Czech: 2008
- Superpuchar Czech: 2010

Piast Gliwice 
- Wicemistrzostwo Polski:2015/2016